# Загородники
Загоро́дники — категория свободного, но обедневшего населения на Украине, в Белоруссии и Польше в XIV—XVIII веках.

## Общие сведения
Загородниками называли в XIV—XVIII веках обедневшее, но свободное население, которым землевладельцы предоставляли право осваивать целинные земли за пределами обработанных участков — «за огородами».
Их площадь не превышала 1/4 лана, что не позволяло прокормить всю семью. При этом, они освобождались на 10 лет от феодальной ренты. Пребывание в таком статусе более 10 лет, как правило, превращало загородникив в крепостных.

## Распространённость загородников
В 1767 году среди сельского населения Силезии загородники составляли порядка 49 %, 36 % вели фермерское хозяйство, а 15 % занималось надомным трудом.
С развитием товарно-денежных отношений загородники, как социальная группа, постепенно исчезают.